# Леонтије Кијевски
Митрополит Леонтије је био митрополит кијевски у периоду од 992. до 1008. године.
Грк по пореклу. Под њим је кнез Владимир пренео мошти свете равноапостолне велике кнегиње Олге († 969; помен 11/24 јула) у Десетну цркву. Умро је 1007 (1008). године.
О времену његовог управљања Кијевском митрополијом постоје два мишљења: једни га сматрају првим митрополитом кијевским, други другим, после светог Михаила. Трећи извори првог посведоченог митрополита наводе као извесног Теофилакта.

## Питање првенства
Исконско предање Руске православне цркве признало је Михаила за првог митрополита кијевског, чије се мошти налазе у великој цркви Кијево-печерске лавре.
Митрополит кијевски Евгениј (Болховитинов) први је покушао да научно поткрепи ово црквено предање; под његовим утицајем, ово мишљење је добило научно одобрење у студији коју је 1839. године објавила Кијевска богословска академија од студента Академије 7. године јеромонаха Јевсевија Иљинског (1831-1835), каснијег егзарха Грузије, под насловом: „ Ко је био први кијевски митрополит?“ а прихватили су га такви историчари 19. века као што су преосвештенство черниговски Филарет и московски Макарије и С. М. Соловјов. Московски митрополит Макарије сматрао је да је први кијевски владар Михаило заузимао столицу од 988. до 992. године, а Леонтије је био други митрополит од 992. до 1003. године.
С друге стране, црквено предање да је први кијевски митрополит Михаило порицали су најзначајнији представници руске историјске науке из времена митрополита Евгенија, почев од „Историје руске државе” Н. М. Карамзина. К. Н. Бестужев-Рјумин, Н. И. Костомаров, Д. И. Иловајски и И. И. Малишевски порицали су постојање митрополита Михаила у Кијеву у 10. веку.
Историчар Ја. Н. Шчапов у својој књизи „Држава и црква у древној Русији“ (1989) изразио је сумњу да су Михаил и Леонтије били кијевски митрополити. Првим митрополитом именује Теофилакта.
Полемичко дело на грчком о бесквасном хлебу против Латина „Леонтије, митрополит перејаславски у Ρωσια” познат је под његовим именом: „Λεоντоς μητρоπоλιτоυ 'Рωσιας πρυμητας πρυμητας πρυμης πρυμης πρυμιας ινоυς περι των αζυμων, или у другим листама: Λεοντоς μητρоπоλιτоυ της εν 'Рωσια Пρεσ θλαβας περι τоω οτι оυ δει τελειν τα αζυμα.” И већина научника препознаје руског митрополита Леонтија као аутора овог дела. Али Н.М. Карамзин је случајно приметио да је ово дело једва старије од 14. века.